# Oskar Köster

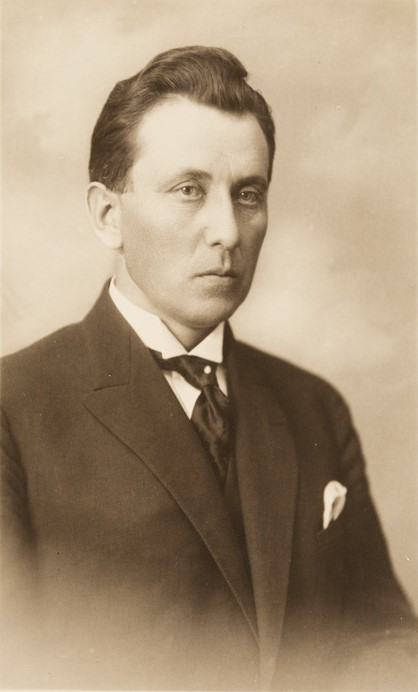
Oskar Köster

Oskar Köster (* 8. Dezemberjul. / 20. Dezember 1890greg. in Pöide, Insel Saaremaa; † vermutlich 2. August 1941 in Tallinn) war ein estnischer Politiker.

## Leben und Politik

### Frühe Jahre
Oskar Köster wurde im Dorf Pöide (deutsch Peude; damals Landgemeinde Laimjala, heute Landgemeinde Saaremaa) auf der größten estnischen Insel Saaremaa in eine Lehrerfamilie geboren. Er schloss 1908 das Lehrerseminar von Kaarma (Karmel) auf Saaremaa ab. Von 1908 bis 1923 war er als Schullehrer tätig. 1910 legte er das Hauslehrer-Examen in Narva (Narwa) ab. Mit Ausbruch des Ersten Weltkriegs wurde Köster in die russische Armee eingezogen. Er erhielt seine Ausbildung in den zaristischen Militärschulen von Poltawa und Vilnius. 1917 machte er in Petrograd sein Abitur.

### Krieg
Köster nahm nach der Loslösung Estlands von Russland und der Ausrufung der Republik Estland ab 1918 als Leutnant am Estnischen Freiheitskrieg gegen Sowjetrussland (1918–1920) teil. Er wurde für seine Verdienste mit dem Freiheitskreuz (Vabadusrist) ausgezeichnet. Daneben erhielt er vom estnischen Staat eine Geldsumme und nach der estnischen Landreform ein Landgut in Põlula (Poll) bei Rakvere (Wesenberg).

### Politiker
In der jungen Republik Estland betätigte sich Köster politisch. Er wurde Bürgermeister von Rägavere (Raggefer) und Vorsitzender des Kreistags von Virumaa (Wierland). Köster gehörte von 1923 bis 1935 als Abgeordneter der agrarisch orientierten Partei Asunike ja Riigirentnike Liit (ab 1925 Asunikkude, Riigirentnike ja Väikepõllupidajate Koondis, ab 1932/33 Wahlbündnis mit den Põllumeeste Kogud) dem estnischen Parlament (Riigikogu) in der II., III. und IV. Legislaturperiode an.
1926 gründete Köster die Zeitung Maa („Das Land“), die sich 1930 in Maaleht („Landzeitung“) umbenannte. Köster war gleichzeitig ihr verantwortlicher Redakteur.
Ab Mitte der zwanziger Jahre hatte Köster hohe Stellungen innerhalb der estnischen Regierung inne:
| Kabinett              | Ressort                 | Amtszeit                |
| --------------------- | ----------------------- | ----------------------- |
| Teemant II            | Landwirtschaftsminister | 23.07.1926 – 04.03.1927 |
| Teemant III           | Landwirtschaftsminister | 04.03.1927 – 09.12.1927 |
| Kabinett Tõnisson III | Landwirtschaftsminister | 09.12.1927 – 04.12.1928 |
| Rei I                 | Verkehrsminister        | 04.12.1928 – 09.07.1929 |
| Strandman II          | Verteidigungsminister   | 09.07.1929 – 12.02.1931 |
| Teemant IV            | Landwirtschaftsminister | 09.02.1932 – 19.07.1932 |
| Einbund I             | Landwirtschaftsminister | 19.07.1932 – 01.11.1932 |
| Tõnisson IV           | Verkehrsminister        | 18.05.1933 – 21.10.1933 |

### Wirtschaft
Im März 1934 kam es zu einem unblutigen Putsch durch das estnische Staatsoberhaupt Konstantin Päts, der fortan mit Hilfe des Militärs regierte. Die Parteien wurden verboten, das politische Leben stark eingeschränkt und die Zensur wieder eingeführt.
Köster ging daraufhin in die Wirtschaft. Von 1934 bis 1940 war er Direktor der Versicherungsgesellschaft Talu und der Genossenschaftsbank der Landwirte (Põllupidajate Ühispank). 1938 wurde Köster erneut ins estnische Parlament (Riigivolikogu) gewählt.
Mit der sowjetischen Besetzung Estlands wurde Oskar Köster am 2. Juli 1940 verhaftet. Er starb nach amtlichen Angaben Anfang August 1941 im berüchtigten Patarei-Gefängnis in der estnischen Hauptstadt.